# Saga o Dytryku
Saga o Dytryku z Berna (Thidreksaga) – powstała ok. 1250 r. w Bergen norweska wersja staroniemieckiego eposu Sagi o Dytryku (Dietrichsage) powstałej mniej więcej w tym samym czasie. 
Wersja norweska zawiera ciekawe szczegóły dotyczące Rusi, w których legendarna osnowa sąsiaduje z realiami. Jej autor wyraźnie zaznacza że materiał zaczerpnął z opowiadań ludzi z Niemiec północnych. 
Attyla występuje w niej jako syn króla fryzyjskiego Osida. Zdobywa panowanie nad krajem Hunów (Hunalant), usytuowanym nie w Panoni, lecz w Niemczech północno-zachodnich (stolica Soest w Westfalii), przez co jednak wchodzi w konflikt z królem Wieletów (Wiltzen) i Rusów Osantrixem (Osserich), który kraj ten uważa za dziedzictwo swojej żony. 
Córka Osantrixa, Erka, zostaje uprowadzona przez margrabiego Rodingeira z Bakalar i poślubiona Attyli. Przy pomocy tytułowego bohatera Dytryka (prototypem jego jest król Ostrogotów Teodoryk Wielki), Attyla zwycięża Wieletów i Rusów, co prowadzi do śmierci Osantrixa w oblężonym przez wrogów Brandinaburgu (Brandenburg).
W jednym z epizodów tzw. Sagi o Wieletach (Wiltzensaga), stanowiącej część Thidreksagi, mowa jest o ich protoplaście potężnym królu Wilcinusie, który spustoszył Polskę i dotarł do Holmgardu, stolicy Rusi, a panowaniem objął także Węgry i Grecję. Następcą Wilcinusa został jego lennik, król Rusi - Hertnit, a po nim królem został właśnie Osantrix. Poślubił on córkę Milasa, króla Hunów, który wyznaczył go na swego następcę. Kraj Hunów zajął jednak Attyla. W dalszej części poematu Attyla wyprawia się na Ruś i walczy z jej władcą Waldemarem (=Włodzimierzem ?).
"Wiltzensaga upamiętnia walki Sasów przeciw Słowianom połabskim, które toczyły się między X a XII w. Hunowie występują w niej w roli Sasów i traktowani są jako swoi przez narratora nie orientującego się, że w rzeczywistości nie byli oni Germanami" (R. Grzesik, częściowo za A. Heuslerem).